# Máy thu thanh đổi tần

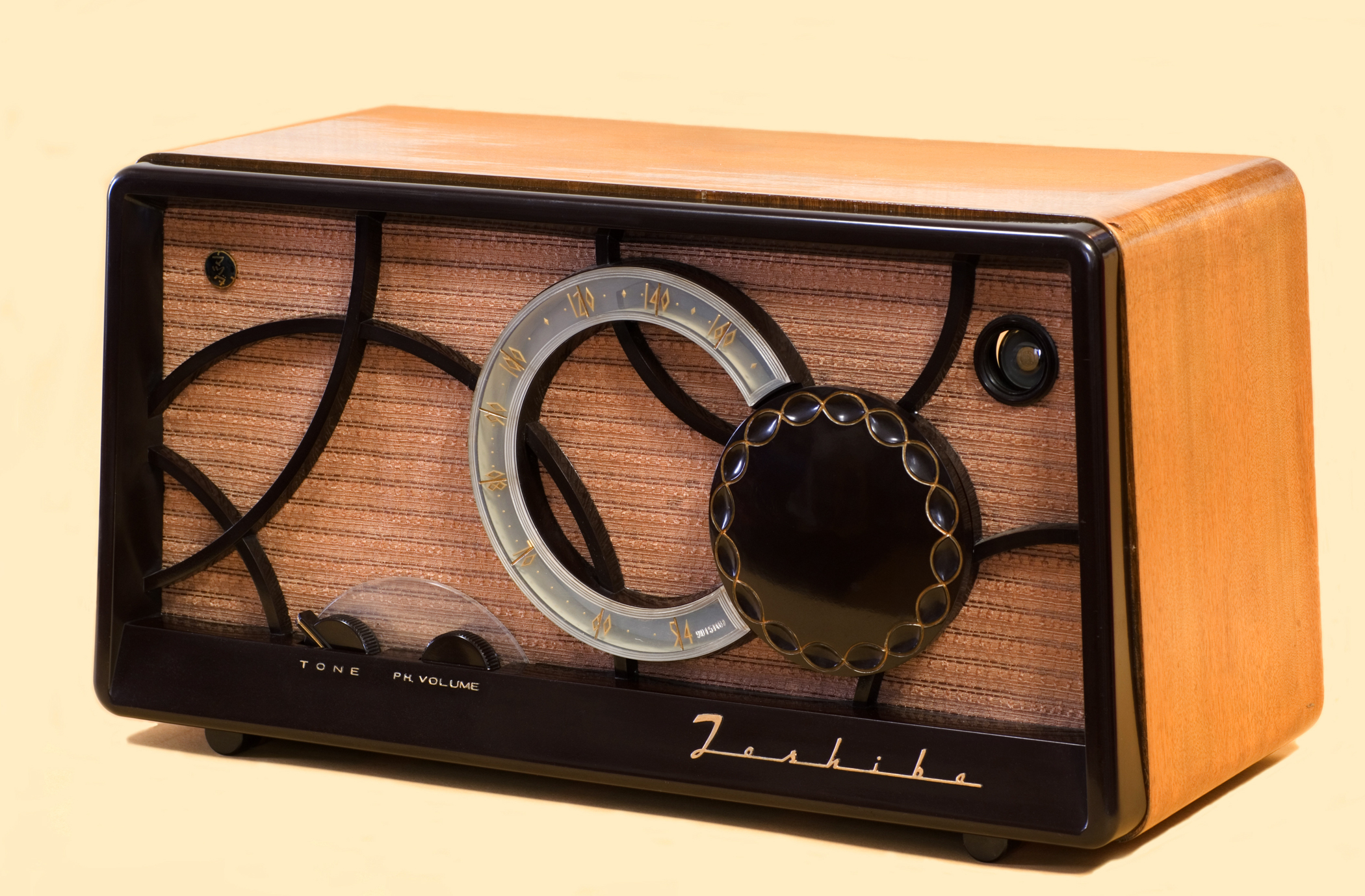
Một máy thu thanh đổi tần được làm bởi Nhật Bản khoảng năm 1955

Máy thu thanh đổi tần hay còn gọi là máy thu siêu ngoại sai (tiếng Anh: superheterodyne receiver) là loại máy thu được sử dụng phổ biến hiện nay. Ưu điểm của máy thu này so với máy thu khuếch đại thẳng là có khả năng bắt sóng đồng đều toàn băng sóng.Nó được phát minh bởi kỹ sư người Mỹ Edwin Armstrong năm 1918 trong thế chiến thứ nhất.Hầu như tất cả các máy thu thanh vô tuyến hiện đại đều sử dụng loại này.

## Lịch sử

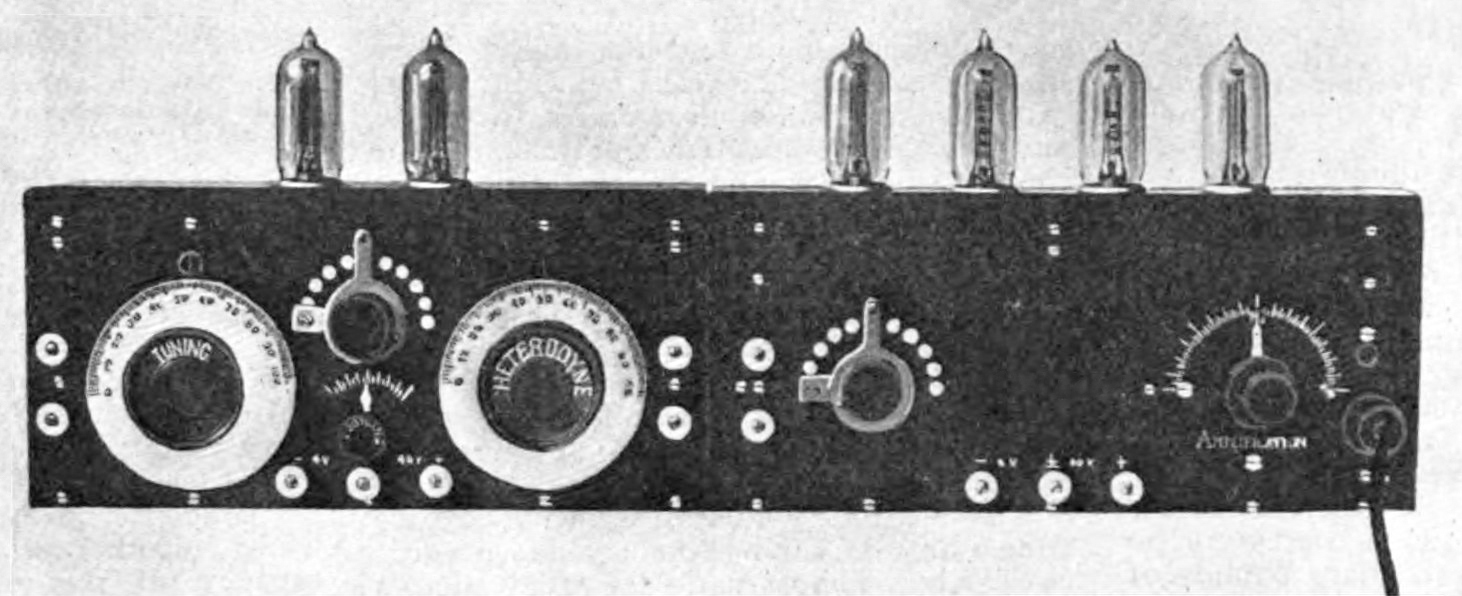
Một máy thu đổi tần (siêu ngoại sai) được chế tạo tại phòng thí nghiệm Signal Corps của Armstrong ở Paris trong Thế chiến I. Nó được chế tạo thành hai phần, bộ trộn và bộ dao động cục bộ (trái) và ba giai đoạn khuếch đại IF và một đầu dò (phải). Tần số trung gian được sử dụng là 75 kHz.

### Bối cảnh
Trong các ứng dụng vô tuyến, thuật ngữ này xuất phát từ "heterodyne detector" do nhà phát minh người Canada Reginald Fessenden tiên phong vào năm 1905, mô tả phương pháp đề xuất của ông là tạo ra tín hiệu âm thanh từ việc truyền mã Morse của các máy phát sóng liên tục mới. Với các máy phát khoảng cách tia lửa cũ hơn được sử dụng, tín hiệu mã Morse bao gồm các đợt sóng ngắn của sóng mang. Vì các cụm này được lấy từ đầu ra của máy phát điện xoay chiều, chúng đã điều biến sóng mang ở tần số trong phạm vi âm thanh và do đó có thể được nghe như tiếng kêu hoặc tiếng vo vo trong tai nghe của máy thu. Tuy nhiên, tín hiệu từ một máy phát sóng liên tục ở một tần số cao hơn dải âm thanh và Mã Morse từ một trong số này chỉ được nghe dưới dạng một loạt các lần nhấp hoặc đập. Ý tưởng của Fessenden là chạy hai máy phát điện Alexanderson, một máy phát có tần số sóng mang cao hơn 3 kHz. Trong máy dò của máy thu, hai sóng mang sẽ đập cùng nhau để tạo ra âm 3 kHz, do đó trong tai nghe, tín hiệu Morse sau đó sẽ được nghe dưới dạng một loạt tiếng bíp 3 kHz. Đối với điều này, ông đặt ra thuật ngữ "heterodyne", có nghĩa là "được tạo ra bởi một sự khác biệt" (theo tần số).

### Sáng chế
Kỹ sư người Pháp Lucien Lévy đã nộp đơn xin cấp bằng sáng chế cho nguyên tắc siêu ngoại sai vào tháng 8 năm 1917 với brevet n ° 493660. Edwin Howard Armstrong người Mỹ cũng đã nộp bằng sáng chế vào năm 1917. Levy đã tiết lộ thông tin ban đầu của mình khoảng bảy tháng trước khi Armstrong. Nhà phát minh người Đức Walter H. Schottky cũng đã nộp bằng sáng chế vào năm 1918. Lúc đầu, Hoa Kỳ công nhận Armstrong là nhà phát minh và Bằng sáng chế Hoa Kỳ 1.342.885 của ông được cấp ngày 8 tháng 6 năm 1920. Sau nhiều thay đổi và phiên tòa, Lévy đã được trao bằng sáng chế Hoa Kỳ số 1.734.938, bao gồm bảy trong số chín yêu cầu trong đơn của Armstrong, trong khi hai yêu cầu còn lại được trao cho Alexanderson của GE và Kendall của AT & T

## Cấu tạo của máy thu thanh đổi tần
Máy thu thanh đổi tần  gồm 6 phần:

Sơ đồ khối tổng quát về máy thu đổi tần.Các phần có màu đỏ là khối cao tần,màu xanh là trung tần và tách sóng và màu tím là phần khuếch đại âm tần đưa ra loa

-Mạch vào:mạch thu nhận các tín hiệu từ không gian.
-Mạch khuếch đại cao tần:khuếch đại các tín hiệu cao tần từ mạch vào để đưa vào mạch trộn tần.
-Mạch tạo dao động nội và trộn tần:Tại mạch này tạo ra một tần số dao động nội,để trộn với tín hiệu cao tần tạo ra 1 tần số trung gian.
-Mạch khuếch đại trung tần:khuếch đại tín hiệu trung gian lên đủ mạnh để đưa đến mạch tách sóng.
-Mạch tách sóng:tách tín hiệu âm tần ra khỏi sóng mang cao tần.
-Mạch khuếch đại âm tần:khuếch đại tín hiệu âm thanh đủ mạnh đưa ra loa.

## Nguyên tắc hoạt động

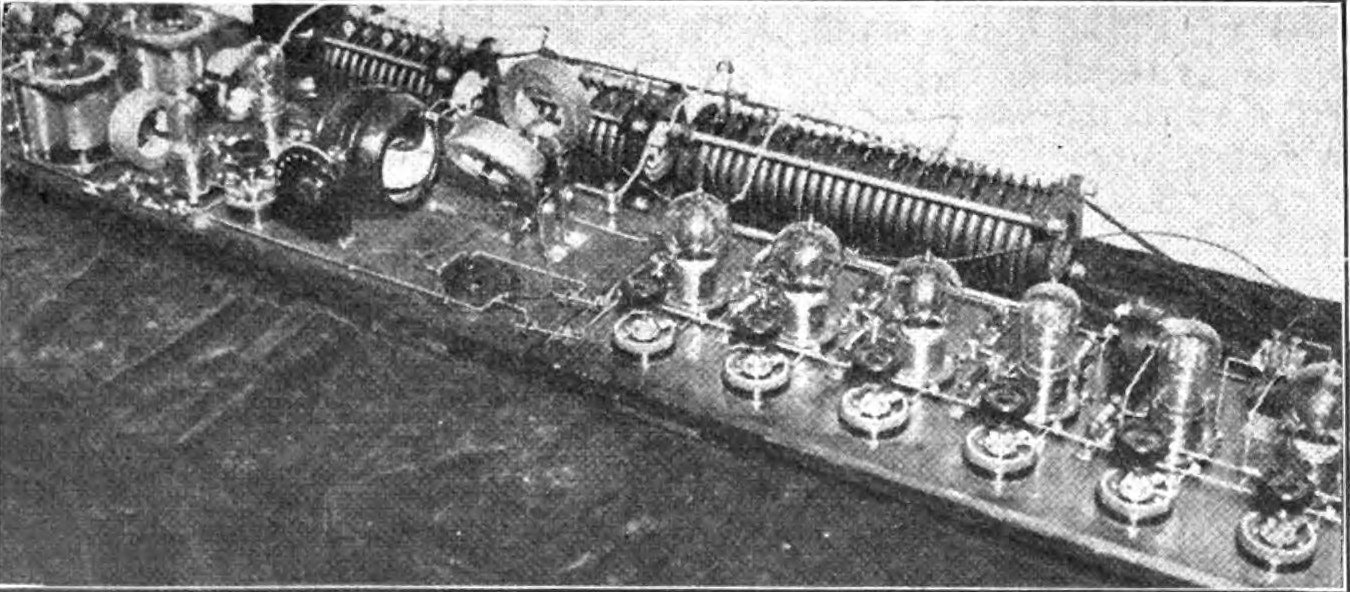
Một chiếc máy thu thanh đổi tần thực nghiệm năm 1923

### Mạch vào
Đây là mạch đầu tiên của máy thu đổi tần,có chức năng thu sóng.Thông thường,các máy thu thanh có hai băng tần trở lên thì mạch vào được chia làm hai phần:thu sóng điều tần(FM) và thu sóng điều biên(AM).Ở phần thu điều tần thì sử dụng ăng ten.

### Mạch khuếch đại cao tần
Các tín hiệu cao tần sau khi thu vào sẽ đượ đưa vào mạch khuếch đại. Mục đích là để tín hiệu có cường độ đủ lớn đưa vào mạch trộn tần.

### Mạch dao động nội và trộn tần
Tại mạch này,sẽ tạo ra tần số dao động nội(fn).Tín hiệu thu vào(fo) được cho trộn lại với nhau,lúc này ngoài hai tín hiệu trên còn xuất hiện tín hiệu tổng(fn+fo) và hiệu(fn-fo),ta chỉ cần thu tín hiệu hiệu.Đối với sóng AM ta chọn fn>fo,còn với FM chọn fn<fo.Ví dụ,máy thu thu vào tần số 1000 kHz thì mạch dao động nội tạo ra tần số 1455 kHz thì fn-fo=455 kHz đây là tín hiệu trung tần của phần thu AM,còn đối với FM là 10,7 MHz.Vì vậy,cần chỉnhtụ xoay chỉnh tần số ở mạch vào cùng lúc với tụ xoay quyết định dao động ở mạch dao động nội và trộn tần để tín hiệu trung tần bằng hằng số.

### Mạch khuếch đại trung tần
Khuếch đại tín hiệu trung tần đến giá trị đủ lớn để tách sóng.

### Mạch tách sóng
Tách tín hiệu âm tần ra khỏi tín hiệu cao tần.